# 민트 소스

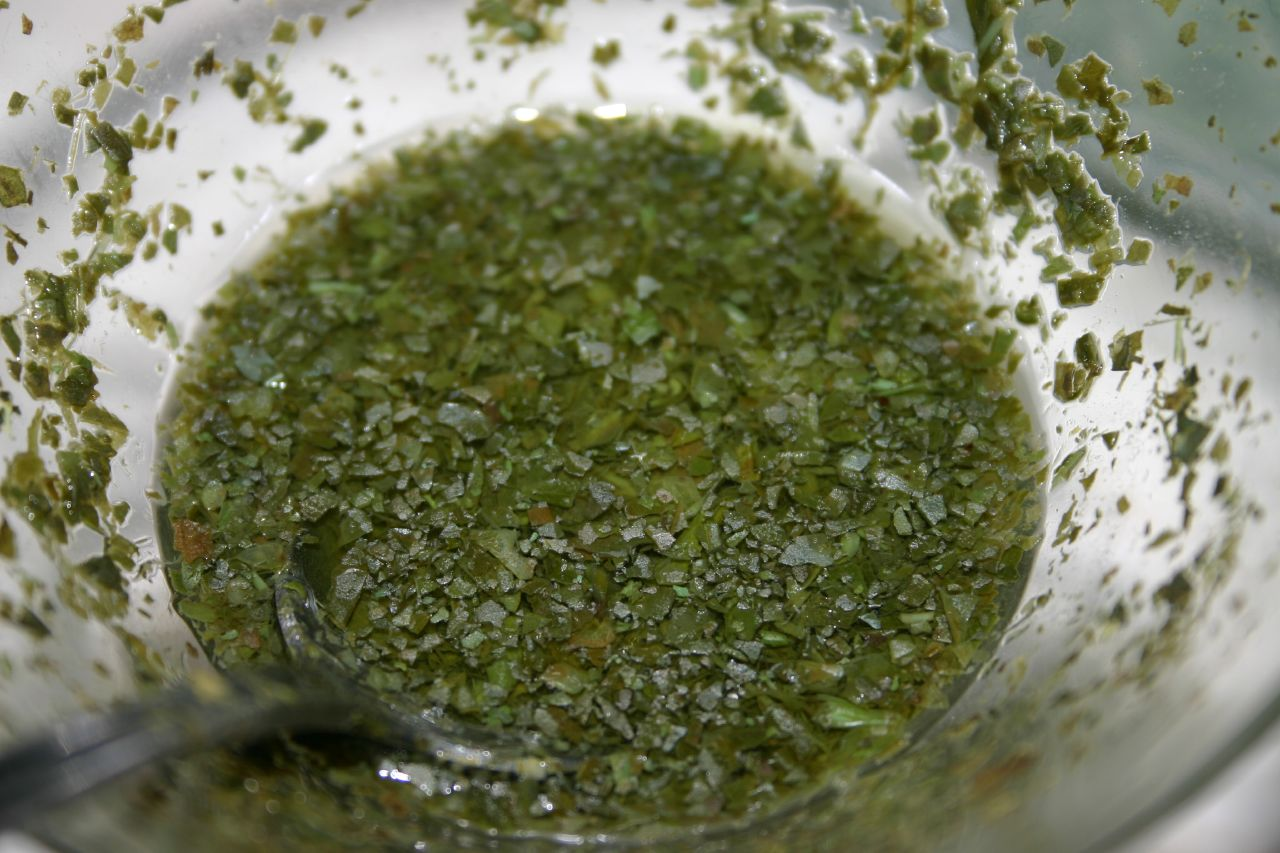
민트 소스

민트 소스(Mint sauce)는 그린 소스의 일종으로, 잘게 다진 스피어민트 잎을 식초와 소량의 설탕에 담가 만든 영국에서 인기 있는 소스이다. 구운 양고기에 전통적으로 곁들여진다.

## 배경

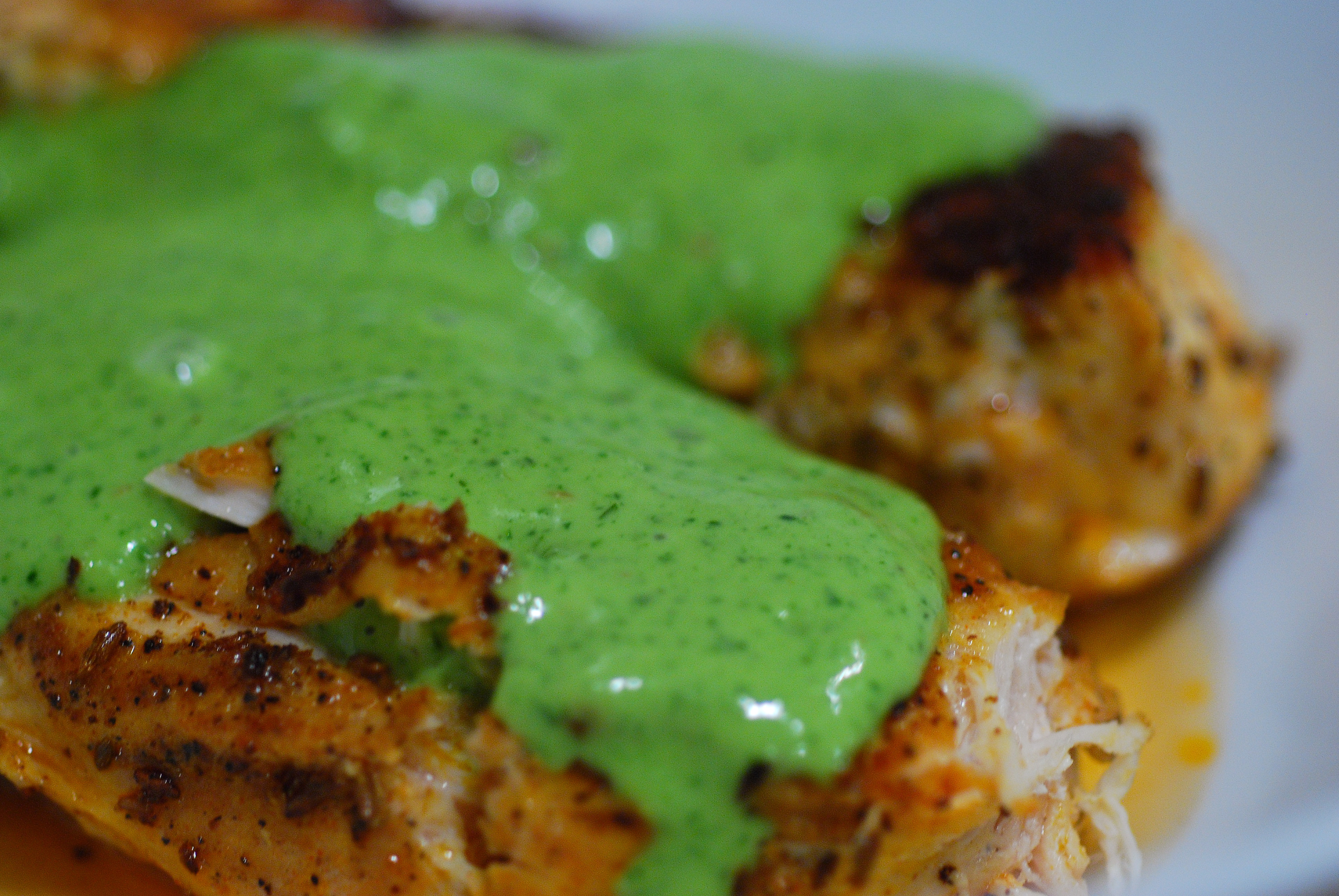
스페인 향신료를 바른 닭고기 위에 파슬리 민트 소스가 뿌려진 클로즈업

다양한 종류의 민트가 있지만, 서양 요리에서 가장 널리 사용되는 것은 스피어민트(Mentha spicata)이다. 지중해 지역이 원산지이지만 유럽의 다른 지역과 북미에서도 발견된다. 옥스포드 푸드 컴패니언은 이것을 "[아주] 널리 재배되고 사용된다... 요리사들의 '민트', 민트 소스와 햇감자, 완두콩, 아랍 민트 차 등에 일반적으로 사용되는 민트"라고 설명한다.
고대 로마의 박물학자 가이우스 플리니우스 세쿤두스는 민트가 "고기에 대한 탐욕스러운 입맛을 돋운다"고 썼다. 후대의 로마 작가 아피키우스는 구운 양고기(또는 새끼 염소)의 맛을 보완한다고 설명한 민트 소스 레시피를 제공했다. 중세 시대에는 민트가 유럽의 약초 및 주방 정원에서 흔히 발견되었으며, 야생으로도 자랐다.
민트 소스의 기원에 대해 음식 역사가인 도로시 하틀리는 "대부분의 양들은 시냇물이 흐르는 따뜻한 계곡 목초지에서 새끼를 낳았고, 그곳에는 민트가 풍부하게 자랐다. 따라서 양고기에는 민트 소스가 곁들여졌다."고 썼다. 민트 소스는 일찍이 3세기부터 영국에서 만들어졌으며, 양고기와 함께 제공하는 관행은 18세기 중반 이전에 영국 요리에 확고히 자리 잡았다.
중세 시대에는 민트나 다른 허브로 만든 그린 소스가 프랑스와 이탈리아 요리에서 흔했지만, 유럽이 근세에 접어들면서 그 사용이 줄어들었다. 루이-외스타슈 우데는 1816년 구운 양고기 레시피에서 "프랑스에서는 마트르 도텔과 함께 제공하지만, 영국에서는 밑에 육즙을 뿌리고 소스 보트에 설탕과 식초를 넣은 민트 소스를 내놓는다"고 언급했다. 마르셀 불레스틴은 1936년에 "민트 소스를 진정으로 좋아하는 프랑스인 중 한 명이라고 생각한다"고 썼으며, 그의 아버지의 견해를 전했다: "'정말 양고기와 민트를 같이 먹는다는 말이야? ... 참 재미있는 나라군.'".

## 재료
1914년 플로렌스 잭의 "모든 가정을 위한 요리(Cookery for Every Household)"에 따르면, 민트 소스는 잘게 썬 신선한 민트, 흑설탕, 맥아 식초를 끓는 물과 섞어 몇 시간 동안 두었다가 제공한다. 영국 주방의 향신료, 소금 및 향료 (1970)에서 엘리자베스 데이비드는 잭의 레시피에 대체로 동의했지만, "덜 강한" 백포도 식초를 사용하는 것을 추천했다. 그녀의 "민트 책(Book of Mint)" (1993)에서 재키 프렌치는 데이비드의 의견에 동의하지만, 조리된 소스를 최소 하루, 가능하면 한 달 동안 두는 것을 제안한다. 일부 초기 레시피에서는 혼합물을 끓이지 않고 그대로 두지 않았다. 데이비드는 완성된 소스를 그대로 두는 것이 흑설탕 사용과 함께 잭의 소스가 "일반적인 영국 소스"보다 우수한 이유라고 언급했다.

## 변형
민트 소스에는 라즈베리 같은 과일이 포함될 수도 있다.

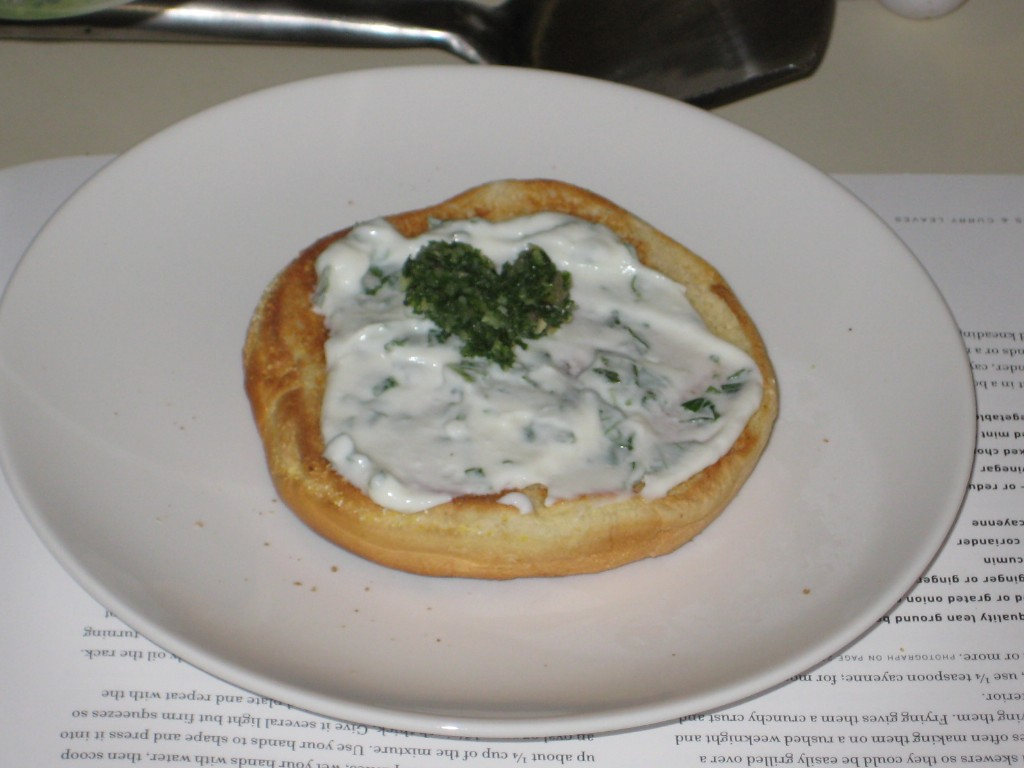
요거트 민트 소스
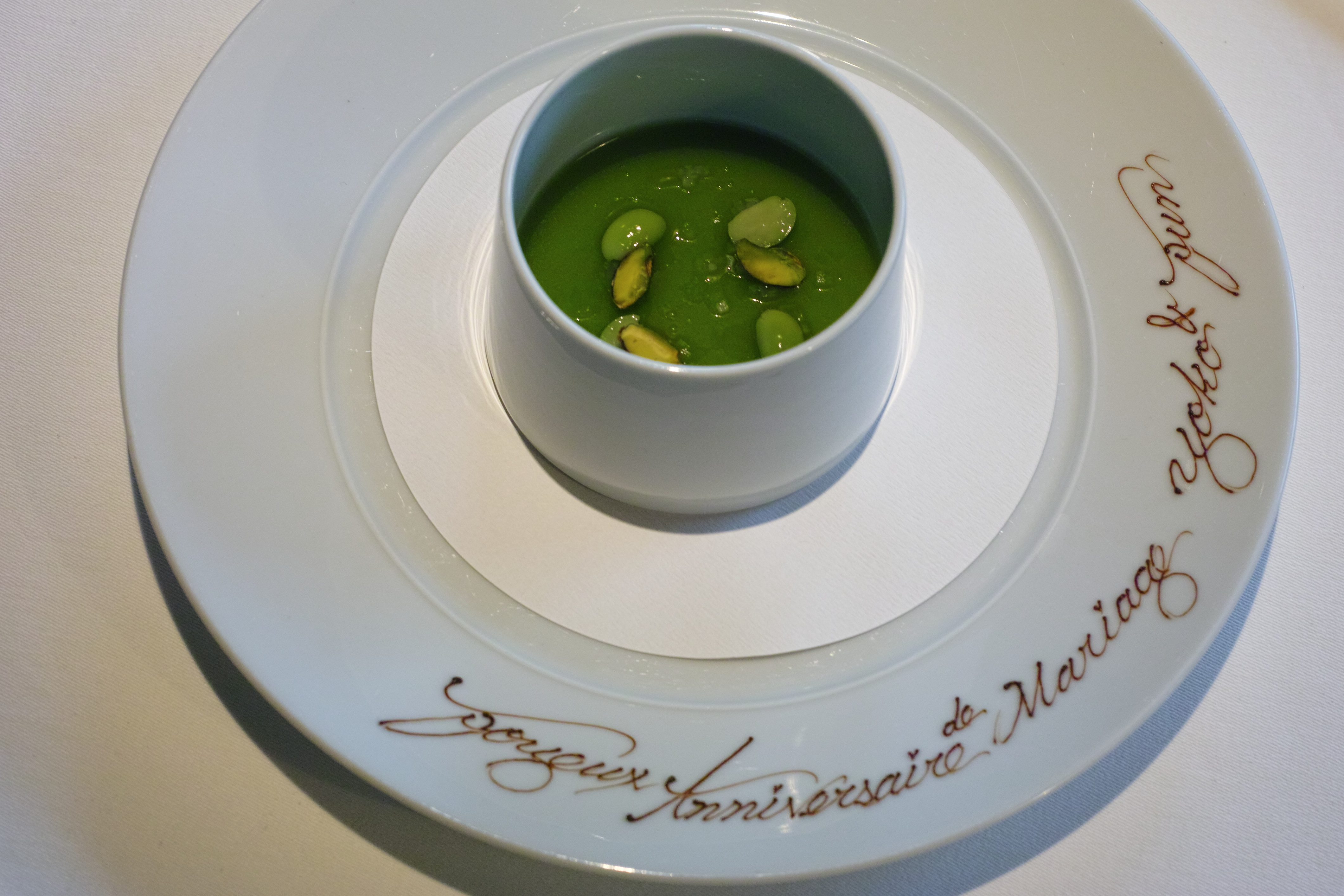
판나 코타 민트 소스
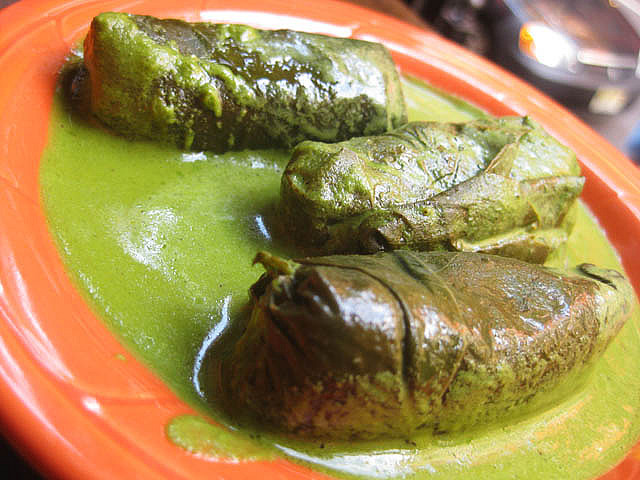
요거트 민트 소스를 곁들인 속을 채운 포도 잎

## 같이 보기
- 소스 목록
- 차트니는 남아시아 요리에서 민트로 만들 수 있다
- 페퍼민트
- 스피어민트
- 멘타 아쿠아티카 (워터 민트)

## 자료
- Albala, Ken (2006). 《Cooking in Europe, 1250–1650》. Westport: Greenwood Publishing Group. ISBN 978-0-313-33096-4.
- Boulestin, Marcel (1936). 《Myself, My Two Countries》. London: Cassell. OCLC 13409111.
- David, Elizabeth (2000). 《Spices, Salt and Aromatics in the English Kitchen》. London: Grub Street. ISBN 978-1-902304-66-3.
- Davidson, Alan (1999). 《The Oxford Companion to Food》. Oxford: Oxford University Press. ISBN 978-0-19-211579-9.
- Edwards, John (1984). 《The Roman Cookery of Apicius: A Treasury of Gourmet Recipes and Herbal Cookery》. Point Roberts: Hartley & Marks. ISBN 978-0-88-179008-5.
- French, Jackie (1993). 《Book of Mint》. London: HarperCollins. ISBN 978-0-00-412897-9.
- Glasse, Hannah (1751). 《The Art of Cookery Made Plain and Easy》. London: Hannah Glasse. OCLC 1155400954.
- Hartley, Dorothy (1999). 《Food in England》. London: Macdonald and Jane's. ISBN 978-1-85605-497-3.
- Jack, Florence (1914). 《Cookery for Every Household》. London: Jack. OCLC 3248393.
- Redon, Odile; Françoise Sabban; Silvano Serventi (2000). 《The Medieval Kitchen: Recipes from France and Italy》. Chicago: University of Chicago Press. ISBN 978-0-226-70685-6.
- Rosso, Julie (1985). 《The Silver Palate Good Times Cookbook》. New York: Workman. ISBN 978-0-89-480831-9.
- Ude, Louis Eustache (1816). 《The French Cook; Or, The Art of Cookery Developed in All its Various Branches》. London: Ebers. OCLC 1156094380.